# Parafia św. Tomasza Morusa w Waikerie
Parafia św. Tomasza Morusa w Waikerie – parafia rzymskokatolicka, należąca do diecezji Port Pirie, erygowana w 1946 roku.
Parafia na swoim terytorium posiada trzy kościoły: 
- Kościół św. Tomasza Morusa w Waikerie
- Kościół św. Urszuli w Morgan